# Seans (film 2003)
Seans – polski film dokumentalny z 2003 w reżyserii Marii Dłużewskiej, w którym wystąpiło dwoje głównych bohaterów z filmu Wielka droga z 1946 roku.

## Fabuła
Po 57 latach od powstania filmu Wielka droga spotyka się dwoje głównych bohaterów tj. Irena Anders i Albin Ossowski, aby w roku 2003 obejrzeć go raz jeszcze. Poza scenami ze współczesnego Londynu film pokazuje wcześniejsze, prywatne losy Ireny Anders i Albina Ossowskiego. Oboje wspominają okoliczności powstawania  „Wielkiej drogi”, łącząc je ze swoimi własnymi przeżyciami. Losy Albina Ossowskiego dopełniają polską historię pokolenia II wojny światowej: walka w ZWZ/AK w Warszawie, pobyt w Auschwitz-Birkenau, pobyt w KL Buchenwald, a następnie jego wyzwolenie przez Amerykanów i wstąpienie do 2 Korpusu. Irena Anders wspomina wędrówkę z Armią Polską na Wschodzie, w tym okoliczności powstania „Czerwonych maków na Monte Cassino”. Wspominane wydarzenia wciąż wywołują na twarzach bohaterów nostalgiczny uśmiech i łzy wzruszenia.

## Nagrody i wyróżnienia
- Częstochowa (Polonijny Festiwal Multimedialny "Polskie ojczyzny") – I Nagroda w kategorii: Film dokumentalny.